# (18557) 1997 CQ11
(18557) 1997 CQ11 est un astéroïde de la ceinture principale d'astéroïdes découvert en 1997.

## Description
(18557) 1997 CQ11 a été découvert le 3 février 1997 à l'observatoire de Kitt Peak, situé dans l'Arizona (États-Unis), par le projet Spacewatch de l’université de l'Arizona.

### Caractéristiques orbitales
L'orbite de cet astéroïde est caractérisée par un demi-grand axe de 2,87 UA, un périhélie de 2,79 UA, une excentricité de 0,03 et une inclinaison de 1,33° par rapport à l'écliptique. Du fait de ces caractéristiques, à savoir un demi-grand axe compris entre 2 et 3,2 UA et un périhélie supérieur à 1,666 UA, il est classé, selon la JPL Small-Body Database, comme objet de la ceinture principale d'astéroïdes.

### Caractéristiques physiques
(18557) 1997 CQ11 a une magnitude absolue (H) de 14,1 et un albédo estimé à 0,296.